# Aristide Le Dantec
Aristide Auguste Le Dantec (dit Ary Le Dantec), né le 12 février 1877 à Le Loroux-Bottereau (Loire-Atlantique) et décédé le 27 mai 1964 à Saint-Lunaire (Ille-et-Vilaine), est un médecin militaire français, créateur et premier directeur de l’école de médecine de l’Afrique Occidentale Française (AOF), à Dakar. Le centre hospitalier universitaire de Dakar.

## Biographie
Auguste Aristide Le Dantec est le fils de Charles François Le Dantec, conservateur des hypothèques, et d'Esther Louise Cart Bayet. Il épouse Germaine Pauvert, fille de François Amédée Pauvert, industriel, maire de Saint-François, et de Louise Marie Duchassaing de Fontbressin.

### Carrière militaire

#### Active
Après ses études secondaires à Saint-Brieuc et à Lorient, il intègre l’école du service de santé des armées en 1895 et il est nommé, après une année comme médecin stagiaire, médecin aide-major de 2e classe en 1899. En 1901, il est promu médecin aide-major de 1re classe, puis médecin major de 2e classe en 1904 et médecin major de 1re classe en 1913. En 1918, il est nommé au grade de médecin lieutenant-colonel.

#### Affectations militaires et réserve
Il est affecté dans différents régiments, notamment le 28e régiment d’artillerie (1901), avant d’être envoyé à Hanoi (Annam-Tonkin) comme médecin et professeur à l’hôpital de Lanessan (1910).
Ses grandes compétences sont exploitées lors de la Première Guerre mondiale et il est nommé, en 1917, médecin chef d’une ambulance chirurgicale divisionnaire dans le secteur de Verdun et à Verdun. Après la guerre, en 1918, il fonde l’école de médecine de Dakar dont il devient le directeur pour plusieurs années.
En 1921, il prend sa retraite et il est alors versé dans la réserve du corps de santé des troupes coloniales avec le grade de médecin principal de 2e classe. Plus tard, il est promu médecin colonel de réserve puis, en 1942, au grade de médecin général à titre honoraire.

### Carrière civile
Tout juste retraité, en 1921, il conserve son poste de directeur de l’hôpital de Dakar, mais en tant que médecin civil. Il poursuit son œuvre de formation jusqu’en 1925 lorsque, en désaccord quant au niveau de sélection des élèves, il décide d'abandonner ses fonctions. Il retourne alors en France et il s’installe à Saint-Lunaire (Ille-et-Vilaine) où il ouvre un cabinet médical, villa Kernaël. Parallèlement, il s’implique activement dans la vie locale au travers de la présidence du syndicat d’initiative, la création et présidence de la section locale des anciens combattants de l'Union nationale des combattants puis sa présidence honoraire, sa qualité de membre de la chambre d’industrie et membre du bureau de bienfaisance. Sous l’Occupation, il prend une part active à la Résistance et il est conduit, en 1942, à rejoindre le général de Gaulle à Londres. A la fin de la Seconde Guerre mondiale, il retourne à Saint-Lunaire dont il devient le maire, de 1945 à 1953. Pendant cette période, il soutient activement la naissance de l'association du Yacht-Club de Saint-Lunaire. En 1960, il prend une part déterminante dans la création de l'école de médecine d'Abidjan.

## Décorations et récompenses
- Il reçoit, en 1910, une médaille d’honneur des épidémies, en argent, pour s’être fait remarquer par son grand dévouement et sa grande valeur professionnelle lors d’une épidémie de choléra à Hanoi[11].
- Il est cité à l'ordre du service de santé de la 1re armée[7], en 1917, pour son comportement remarquable alors qu’il dirige, dans des circonstances périlleuses, une ambulance chirurgicale sur le front de Verdun.
- En 1917, il est fait chevalier de la Légion d'honneur pour « services très distingués avant et pendant la campagne au cours de laquelle il s’est acquis de nouveaux et sérieux titres »[12].
- Il est promu, en 1939, officier de la Légion d'honneur[13] et la décoration lui est remise, le 18 août 1939[14], par le Général Marie Louis Maurice Winkler[15], retraité à Dinard, ancien directeur du Génie à Strasbourg.
- Il est, également, titulaire de la Croix de guerre, de la médaille de la Résistance et de plusieurs décorations sénégalaises et ivoiriennes.

## Titres
- Membre de l'Académie des Sciences Coloniales.
- Membre de la Société de Pathologie Exotique.
- Ex-directeur de l'école de médecine de l'A.O.F.
- Président honoraire de la Société Médico-Chirurgicale de l'A.O.F. (Afrique Occidentale Française).
- Chirurgien des hôpitaux coloniaux[16].

## Œuvres et publications
- Concours d'agrégation. Janvier 1895. Section de pathologie interne et de médecine légale. Titres et travaux scientifiques du Dr A. Le Dantec, G. Steinheil, 1895.
- Climats en général, climats chauds en particulier, Impr. nationale, 1898.
- Précis de pathologie exotique : maladies des pays chauds et des pays froids, O. Doin, Impr. Ch. Hérissey, 1900.
- Précis de pathologie exotique : maladies des pays chauds et des pays froids, 5e édition entièrement révisée, Paris, Doin, 1929.